# Боевые искусства Шаолиня (фильм, 1974)
«Боевые искусства Шаолиня» (англ. Shao Lin Martial Arts, кит. трад. 洪拳與詠春, упр. 洪拳与咏春, палл. Хун цюань юй юн чунь) — гонконгский драматический боевик 1974 года о боевых искусствах. Режиссировал картину Чжан Чэ по сценарию, написанному им в соавторстве с Ни Куаном. Главные роли исполнили Александр Фу, Ци Гуаньцзюнь и Айрин Чэнь.

## Сюжет
После разрушения монастыря Шаолиня войска династии Цин контролируют ситуацию в стране и посылают своих лучших людей, чтобы уничтожить всех оставшихся последователей разрушенного храма. Новой власти это почти удаётся, но, тем не менее, двум бывшим ученикам, Ли Яо и Чэнь Баожуну, удаётся сбежать. Двое изучают различные техники боя у разных учителей, а затем им приходится столкнуться с двумя цинскими воинами.

## В ролях
Главные:
- Александр Фу — Ли Яо
- Ци Гуаньцзюнь — Чэнь Баожун
- Айрин Чэнь[кит.] — Линь Чжэньсю

Второстепенные:
- Гордон Лю[англ.] — Хэ Чжэньган
- Брюс Тхон — Май Хань
- Ли Чжэньбяо — ученик Чэн
- Лён Каянь — Ба Ган
- Джонни Ван[англ.] — Юй Пи
- Лу Ди — учитель Линь Цзаньтянь
- Лиза Юнь — А Вай
- Цзян Дао — учитель У Чжунпин
- Фун Хакъон — Хэ Лянь
- Ли Юньчжун — маньчжурский генерал
- Цзян Нань[кит.] — Орлиные Когти У
- Фэн И — учитель Янь Дунтянь
- Юнь Сиутхинь — учитель Лян Хун
- Чжэн Вэньжу — Юй Линь
- Тино Вон — Ван Цзинхэ

## Восприятие
Уилл Коуф с Silver Emulsion Film Reviews дал фильму наивысшую оценку в четыре звезды, охарактеризовав картину как «выдающуюся эволюцию фильмов кунг-фу». Борис Хохлов в своей рецензии на сайте HKCinema также похвалил фильм, особо отметив зрелищность поединков.